# Onisimus affinis
Onisimus affinis är en kräftdjursart som beskrevs av Hansen 1887. Onisimus affinis ingår i släktet Onisimus och familjen Uristidae. Inga underarter finns listade i Catalogue of Life.